# Édith Thomas
Édith Thomas (Montrouge, 23 de gener de 1909 - París, 7 de desembre de 1970) va ser un novel·lista, arxivera, historiadora i periodista francesa.
Pionera bisexual de la història de les dones, va inspirar suposadament un personatge de la novel·la eròtica Story of O.

## Trajectòria
Thomas va estudiar a l'École des chartes, de la qual es va graduar el 1931.
El 1933, la seva primera novel·la, La Mort de Marie, va ser guardonada amb el Prix du Premier Roman. Uns anys més tard va deixar la seva feina per convertir-se en periodista al Ce Soir, un diari de tarda d'esquerres proper al govern del Front Popular. També va col·laborar en diverses revistes (Vendredi, Europa, Regards) per a les quals va cobrir la Guerra Civil espanyola al bàndol republicà.
Durant la Segona Guerra Mundial, es va unir a la Résistance i es va convertir en membre del Partit Comunista Francès el 1942. Va escriure una sèrie de contes amb pseudònims masculins (Jean Le Guern, Auxois), publicats a la premsa clandestina per Les Editions de Minuit el 1943., sota el títol Contes d'Auxois.
Després de la guerra, va tornar a la seva primera professió i va ocupar un lloc com a conservadora als Arxius nacionals. Després es va convertir en una pionera de la història de les dones a França, treballant principalment en el feminisme durant el segle XIX i en figures femenines significatives com Joana d'Arc, Pauline Roland, Louise Michel i George Sand. Va deixar el Partit Comunista el 1949.
Thomas va morir a París el 1970, als 61 anys.

## Vida personal
Tot i que Thomas es va declarar heterosexual, va tenir la seva aventura més duradora amb una dona. El 1946, amb 37 anys, va conèixer la traductora i editora Anne Desclos, de 39 anys, a través del crític i editor literari Jean Paulhan, director de la prestigiosa revista literària Nouvelle Revue Française. Paulhan i Thomas s'havien conegut al començament de la guerra, i tots dos havien estat membres del Comité nacional des écrivains (Comitè nacional dels escriptors), un grup de resistència intel·lectual dirigit per Louis Aragon. Desclos, un bisexual "on-off", era l'empleat i l'amant de Paulhan. Les dues dones van començar a tenir un apassionat enllaç.
El 1954, Paulhan, admirador del marquès de Sade, va fer a Desclos l'observació que cap dona no era capaç d'escriure una novel·la eròtica. Per demostrar que s'equivoca, Desclos va escriure una novel·la gràfica i sadomasoquista com a sèrie de cartes d'amor. Instada per Paulhan, va acceptar publicar-la amb el nom de Pauline Réage. Amb el títol Histoire d'O (Història d'O). Va provocar una enorme controvèrsia i va ser un enorme èxit comercial. Després de moltes especulacions, Desclos va admetre públicament que era l'autor només 40 anys després, i va suggerir que Thomas la inspirés a crear alguns personatges, especialment el d'Anne-Marie.

## Obres
- La mort de Marie. Gallimard, 1934, OCLC 12261585

### Obres en anglès
- The Women Incendiaries, G. Braziller, 1966 OCLC 401383
  - The Women Incendiaries, Translators James Atkinson, Starr Atkinson, Haymarket Books, 2007, ISBN 9781931859462
- Eve and the Others, Continental Editions, 1976, ISBN 9780916868017
- Louise Michel, Black Rose Books, 1980